# Списак епизода серије Швиндлери
Швиндлери је српска телевизијска серија која је премијерно почела са емитовањем 22. децембра 2019. године на каналу Суперстар ТВ и 25. априла 2020 . на РТС 1. 
Прва сезона серије је емитована од 22. децембра 2019 до 8. марта 2020. године.
Друга сезона серије је емитована од 31. јула до 5. септембра 2021. године.
Серија Швиндлери броји 2 сезоне и 24 епизоде.

## Преглед
| Сезона | Сезона | Епизоде | Епизоде | Оригинално емитовање | Оригинално емитовање | Оригинално емитовање |
| Сезона | Сезона | Епизоде | Епизоде | Премијера            | Финале               | Мрежа                |
| ------ | ------ | ------- | ------- | -------------------- | -------------------- | -------------------- |
|        | 1.     | 12      | 12      | 22. децембар 2019.   | 8. март 2020.        | Суперстар ТВ РТС 1   |
|        | 2.     | 12      | 12      | 31. јул 2021.        | 5. септембар 2021.   | Суперстар ТВ Б92     |

## Епизоде

### 1. сезона (2020)
| Бр. еп. (укупно) | Бр. еп. (у сезони) | Наслов                            | Редитељ                         | Сценариста         | Премијера          |
| ---------------- | ------------------ | --------------------------------- | ------------------------------- | ------------------ | ------------------ |
| 1                | 1                  | Пилот                             | Немања Ћеранић и Мирослав Лекић | Ђорђе Милосављевић | 22. децембар 2019. |
| 2                | 2                  | Ђура зна код кога је срећка       | Немања Ћеранић и Мирослав Лекић | Ђорђе Милосављевић | 29. децембар 2019. |
| 3                | 3                  | Необичан договор и напитак за Ику | Немања Ћеранић и Мирослав Лекић | Ђорђе Милосављевић | 5. јануар 2020.    |
| 4                | 4                  | Време да се крене за Београд      | Немања Ћеранић и Мирослав Лекић | Ђорђе Милосављевић | 12. јануар 2020.   |
| 5                | 5                  | Ново разочарење у Ику             | Немања Ћеранић и Мирослав Лекић | Ђорђе Милосављевић | 19. јануар 2020.   |
| 6                | 6                  | Ика и Божа налазе доказе          | Немања Ћеранић и Мирослав Лекић | Ђорђе Милосављевић | 26. јануар 2020.   |
| 7                | 7                  | Отон Муха није швиндлер           | Немања Ћеранић и Мирослав Лекић | Ђорђе Милосављевић | 2. фебруар 2020.   |
| 8                | 8                  | У Паланку стиже Рђави Нож         | Немања Ћеранић и Мирослав Лекић | Ђорђе Милосављевић | 9. фебруар 2020.   |
| 9                | 9                  | Акција ослобађања Софије          | Немања Ћеранић и Мирослав Лекић | Ђорђе Милосављевић | 16. фебруар 2020.  |
| 10               | 10                 | Софра доживљава велики ударац     | Немања Ћеранић и Мирослав Лекић | Ђорђе Милосављевић | 23. фебруар 2020.  |
| 11               | 11                 | Ика уништава срећку               | Немања Ћеранић и Мирослав Лекић | Ђорђе Милосављевић | 1. март 2020.      |
| 12               | 12                 | Коначни обрачун                   | Немања Ћеранић и Мирослав Лекић | Ђорђе Милосављевић | 8. март 2020.      |

### 2. сезона (2021)
| Бр. еп. (укупно) | Бр. еп. (у сезони) | Наслов | Редитељ          | Сценариста      | Премијера          |
| ---------------- | ------------------ | ------ | ---------------- | --------------- | ------------------ |
| 13               | 1                  |        | Слободанка Радун | Адам Ранђеловић | 31. јул 2021.      |
| 14               | 2                  |        | Слободанка Радун | Адам Ранђеловић | 1. август 2021.    |
| 15               | 3                  |        | Слободанка Радун | Адам Ранђеловић | 7. август 2021.    |
| 16               | 4                  |        | Слободанка Радун | Адам Ранђеловић | 8. август 2021.    |
| 17               | 5                  |        | Слободанка Радун | Адам Ранђеловић | 14. август 2021.   |
| 18               | 6                  |        | Слободанка Радун | Адам Ранђеловић | 15. август 2021.   |
| 19               | 7                  |        | Слободанка Радун | Адам Ранђеловић | 21. август 2021.   |
| 20               | 8                  |        | Слободанка Радун | Адам Ранђеловић | 22. август 2021.   |
| 21               | 9                  |        | Слободанка Радун | Адам Ранђеловић | 28. август 2021.   |
| 22               | 10                 |        | Слободанка Радун | Адам Ранђеловић | 29. август 2021.   |
| 23               | 11                 |        | Слободанка Радун | Адам Ранђеловић | 4. септембар 2021. |
| 24               | 12                 |        | Слободанка Радун | Адам Ранђеловић | 5. септембар 2021. |

## Напомена
- Приликом досадашњег емитовања серије, на почетку сваке епизоде није приказиван назив епизода.